# BV 144 (航空機)
ブローム・ウント・フォス BV 144
- 用途：旅客機
- 分類：輸送機
- 製造者：ブローム・ウント・フォス
- 運用者：ドイツ空軍、自由フランス軍
- 初飛行：1944年8月
- 生産数：1
- 運用状況：試作のみ

ブローム・ウント・フォス BV 144(Blohm & Voss BV 144)は、第二次世界大戦時にドイツで戦後の就航を見越して企画された民間旅客機である。戦況が変わり開発プロジェクトは放棄され、1機のみが製造された。

## 開発
1940年にブローム・ウント・フォス社はルフトハンザ航空からの要求により短・中距離旅客機BV 144を設計した。その当時の戦況はドイツに有利であり、戦後の就航を見越した民間旅客機の計画は妥当であった。
BV 144はBMW 801 MA 星型エンジンを装備した全金属製の高翼単葉機であり、ユニークな特徴は主翼の取り付け角度が電動機構により9度まで変更できることであった。BV144は乗員3名と計画では乗客を18名から23名まで乗せることができた。

## 試作機
1940年のフランスの降伏の後、BV 144の試作機を2機ヴィシー政府の航空機製造業者を使って製造することが決まった。試作1号機のBV144 V1は1944年8月に初飛行を行った。この時点でドイツ軍はフランスから撤退しており、BV 144の開発プロジェクトと試作機はドイツの手から放棄された。
フランスはV1を接収し、自由フランス軍のマークを施したが最終的にプロジェクトは放棄され、殆ど運用されることなく終戦を迎えたとされる。

## 運用
- フランス
  - フランス空軍
- ドイツ
  - ドイツ空軍

## 要目
- 乗員：3名
- 全長：21.8 m
- 全幅：27.0 m
- 全高：5.1 m
- 翼面積：89.4 m2
- 空虚重量：9,910 kg
- 最大離陸重量：14,100 kg
- エンジン：4 * BMW 801 MA 星型エンジン
- 最大速度：470 km/h
- 巡航高度：8,600 m
- 航続距離：1,440 km